# میکله کوتسولی
میکله کوتسولی (ایتالیایی: Michele Cozzoli؛ ‏ ۳ مه ۱۹۱۵ – ۳۱ اوت ۱۹۶۱) موسیقی‌دان، تنظیم‌کننده و آهنگساز اهل ایتالیا بود.
از فیلم‌هایی که وی در آن‌ها نقش داشته‌است، می‌توان به فرشته سپید و اوه! سابلا اشاره نمود.